# Pyripnoa
Pyripnoa är ett släkte av fjärilar. Pyripnoa ingår i familjen nattflyn.
Kladogram enligt Catalogue of Life:
| Pyripnoa | \| \| Pyripnoa camptozona \| \| \| \| \| \| Pyripnoa plumbipicta \| \| \| \| \| \| Pyripnoa pyraspis \| \| \| \| |
|          | \| \| Pyripnoa camptozona \| \| \| \| \| \| Pyripnoa plumbipicta \| \| \| \| \| \| Pyripnoa pyraspis \| \| \| \| |
|          | Pyripnoa camptozona                                                                                              |
|          | |
|          | Pyripnoa plumbipicta                                                                                             |
|          | |
|          | Pyripnoa pyraspis                                                                                                |
|          | |